# Уральские писаницы

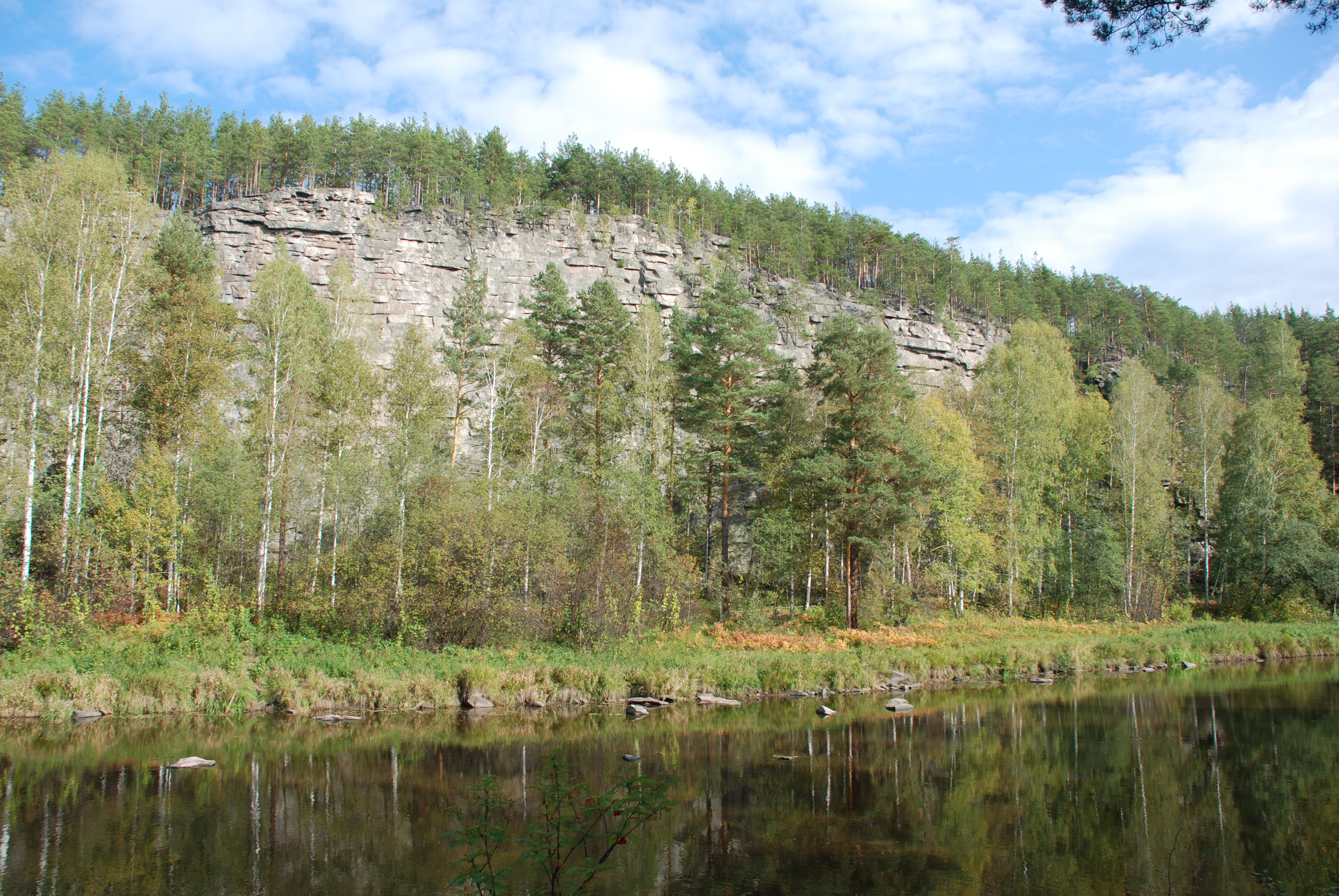
Скала Шайтан Камень. Река Реж

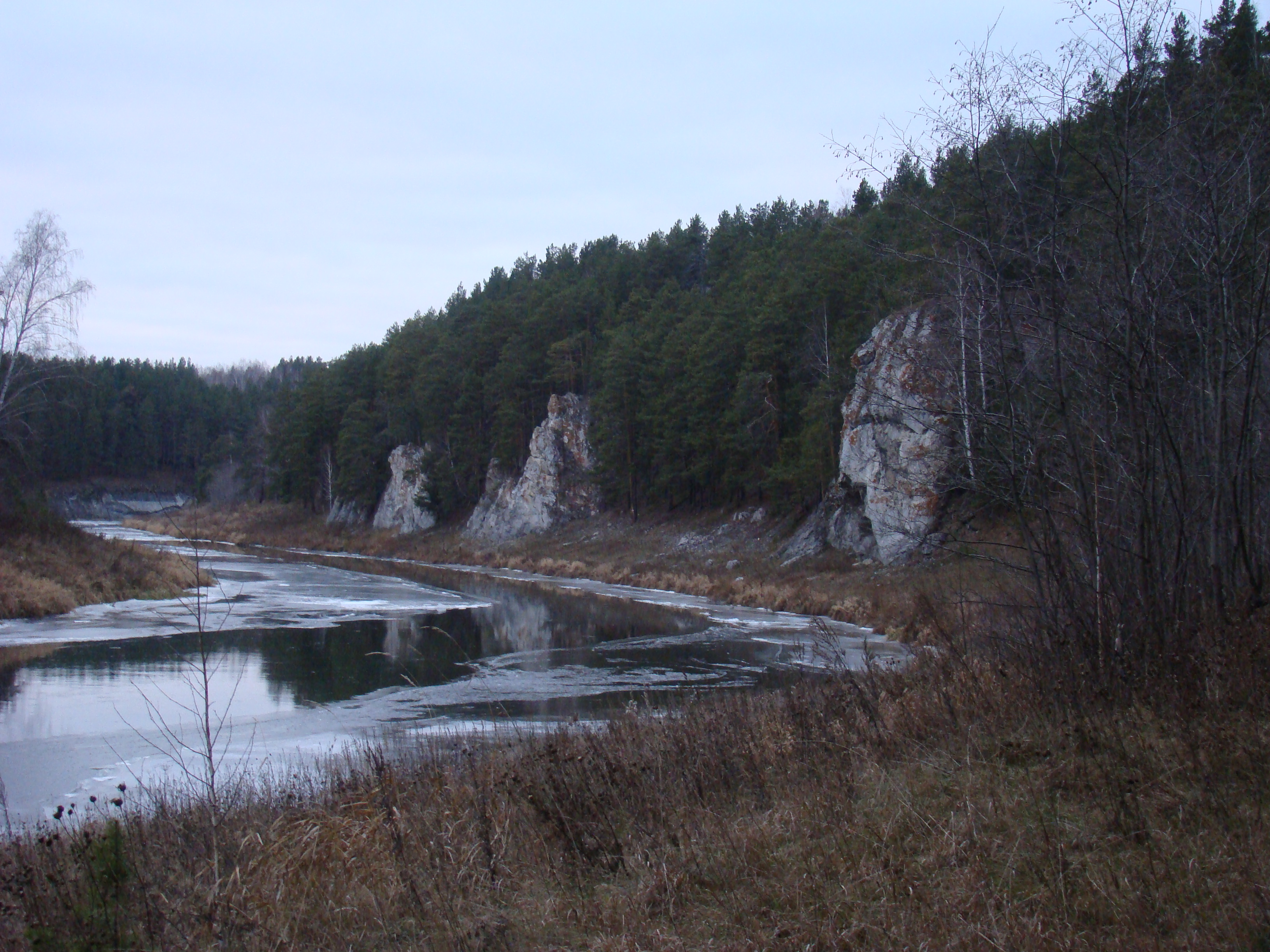
Скалы Коптелов Камень. Река Нейва

Ура́льские пи́саницы (пи́санцы, ка́мни-пи́санцы, пи́саные ка́мни, производные от гл. «писа́ть») — древние памятники наскального искусства, традиция которого насчитывает около 5 тысяч лет, известны на территории, протянувшейся с севера на юг региона, более чем на 800 км, за небольшим исключением, расположены на берегах рек. На сегодняшний день здесь отмечено около 90 мест с древними рисунками.
Больше всего памятников найдено на Среднем и Южном Урале, несколько писаниц находятся на севере региона. Чусовая, Тагил, Реж, Нейва, Уфа, Исеть, Ирбит, Белая, Юрюзань — неполный список уральских рек, в долинах которых можно увидеть произведения. Отдельные памятники представлены одним-двумя рисунками, другие содержат целые полотна или группы рисунков большой протяжённости, содержащие десятки и сотни фигур.

## Описание
Писаницы наносились на вертикальные или слегка наклонные поверхности скал, защищённых от прямых атмосферных осадков, под навесами или на стенках с отрицательным уклоном. Большая часть изображений на Урале находится на частях скал, обращённых к воде, иногда на плоскостях, обрывающихся прямо в воду. Чаще всего изображения наносились непосредственно с земли, но известны писаницы, расположенные на значительной высоте, часто под такими рисунками можно обнаружить небольшую скальную полку-выступ, также художник мог использовать деревянные конструкции или спускаться сверху, на ремнях или верёвках.
Стараясь усилить яркость рисунка, древний художник выбирал более светлые участки скальной поверхности, само изображение, скорее всего, он наносил пальцами, об этом может говорить ширина линий около 1-3 сантиметров. Влага, стекавшая по скалам в течение тысячелетий, создала тонкий известковый налёт, именно эта хрупкая, полупрозрачная корочка донесла до наших времён эти удивительные произведения.
Писаницы выполнены контурами и линиями, нередко можно увидеть фигуры, нанесенные в «скелетном» стиле с акцентом на рёбра или внутренние органы изображаемых существ. Однако, некоторые полотна содержат целиком закрашенные фигуры и небольшие по площади пятна.
При создании наскальной живописи человек использовал естественные краски и оксиды металлов. Наиболее распространены краски, изготовленные путём смешения природных пигментов (охр от светло-жёлтого до багряно-красного и коричневого тонов) с водой, кровью либо жиром животных.
Памятники наскального искусства, в большинстве своём, относятся к далёким временам: позднему мезолиту, неолиту, бронзовому веку, и видение мира древнего человека, возможно, во многом иное, чем наше. Поэтому понять смысл первобытных рисунков зачастую очень сложно, а уж дать им однозначную интерпретацию тем более невозможно.
Уральские писаницы, в своём большинстве, представляют собой двухмерное изображение объекта, некая объёмность рисунка достигалась за счёт использования естественных выступов скальной поверхности. Фигуры животных и птиц чаще всего показаны в профиль, хотя встречаются изображения зверей, передающие вид сверху. Человекоподобные существа обычно показаны в анфас, но известны рисунки с трехчетвертным разворотом и в профиль.
Таким образом, древний художник освоил все измерения, существующие в современном искусстве, но не владел главным его достижением — техникой передачи объёма на плоскости. Так же часто не соблюдались взаимные пропорции изображаемых животных, фигура лося могла соседствовать с соизмеримой по величине фигурой человека или птицей.
Движение в наскальной живописи передавалось через положение (скрещенность, согнутость) ног, наклон тела или поворот головы.
Можно выделить 4 группы изобразительных мотивов:
- Геометрические фигуры: сетки, зигзаги, волны, многоугольники, линии, круги.
- Звери: в своем большинстве подставлены фигурами копытных.
- Птицы: утки, гуси, лебеди.
- Человекоподобные или антропоморфные существа.

Среди зверей преобладают копытные: лоси, олени и косули. Для Среднего и Северного Урала характерны изображения лося и оленя, жители Южного Урала предпочитали изображать косулю. Это полностью совпадает с территориями, где данные виды животных преобладают и сегодня. Кроме копытных известны рисунки медведя, собаки.
Помимо зверей на скалах можно увидеть многочисленные рисунки птиц. Они представлены в своем большинстве водоплавающими. Главным образом это утки, которых отличают утяжелённый корпус и короткая шея. Птицы с длинной шеей, имеющие иное отношение этой части и корпуса, распознаются как гуси. Менее уверенно можно говорить о воспроизведении лебедей. Фигуры птиц, как правило, изображены группами, по несколько штук.
Широко представлены изображения человекоподобных или антропоморфных существ. Чаще всего лицевая часть этих фигур обращена к зрителю и выполнена при помощи нескольких линий, руки и ноги этих персонажей часто согнуты, «человечек» находится в постоянном движении, «пляске». Иногда голова украшалась двух- или многолучевым головным убором.

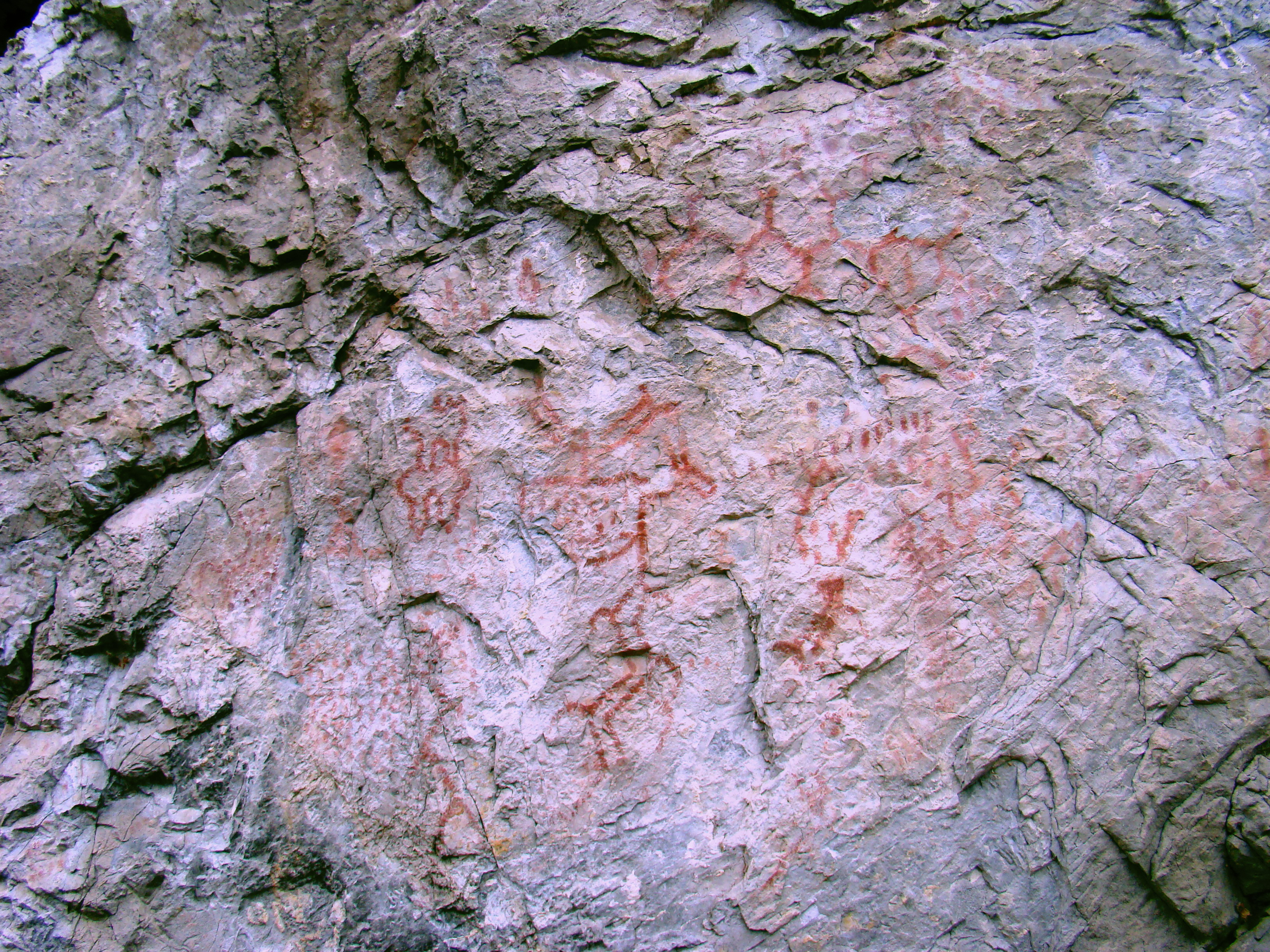
Писаница на р. Нейва
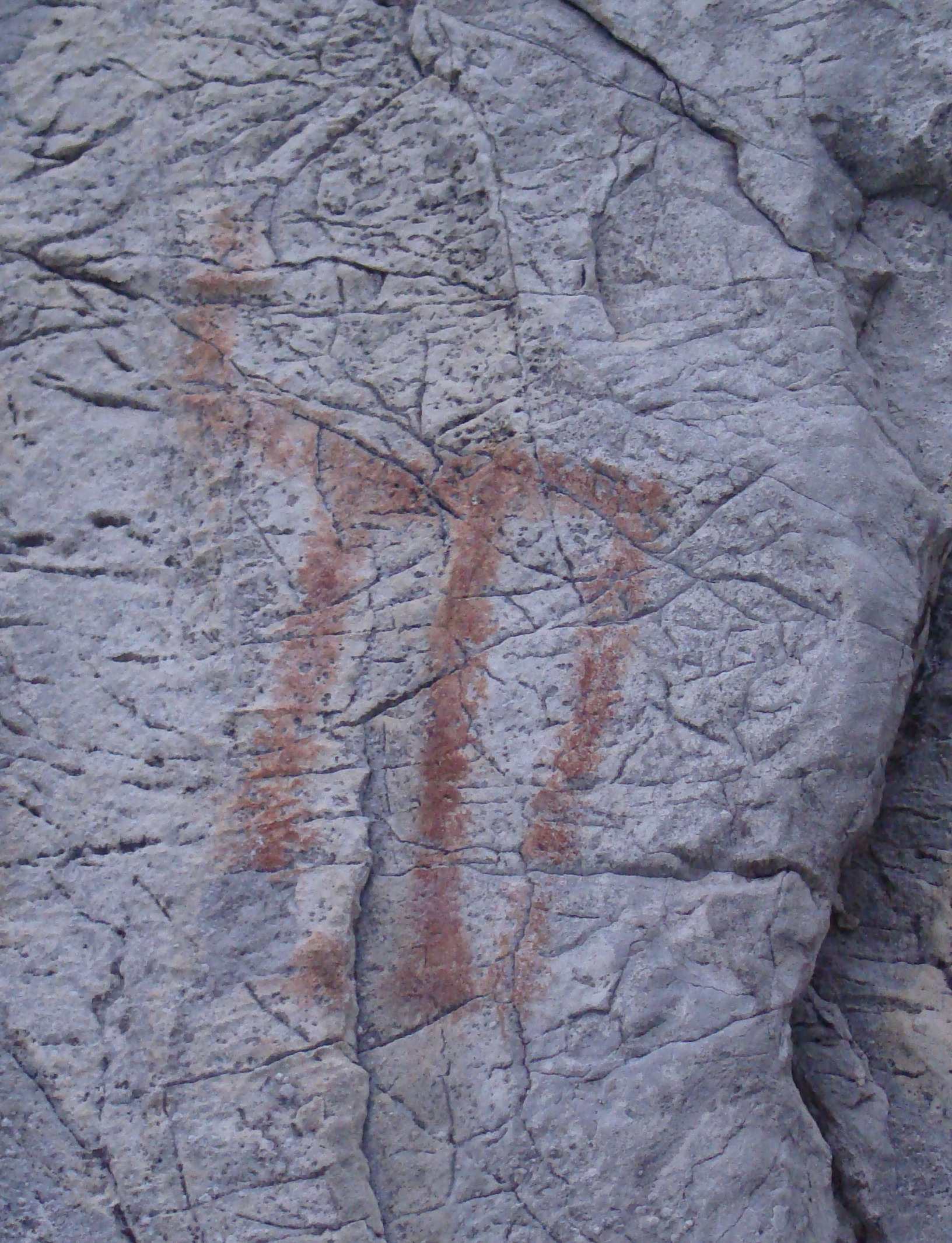
Писаница на Коптеловом Камне. Река Нейва
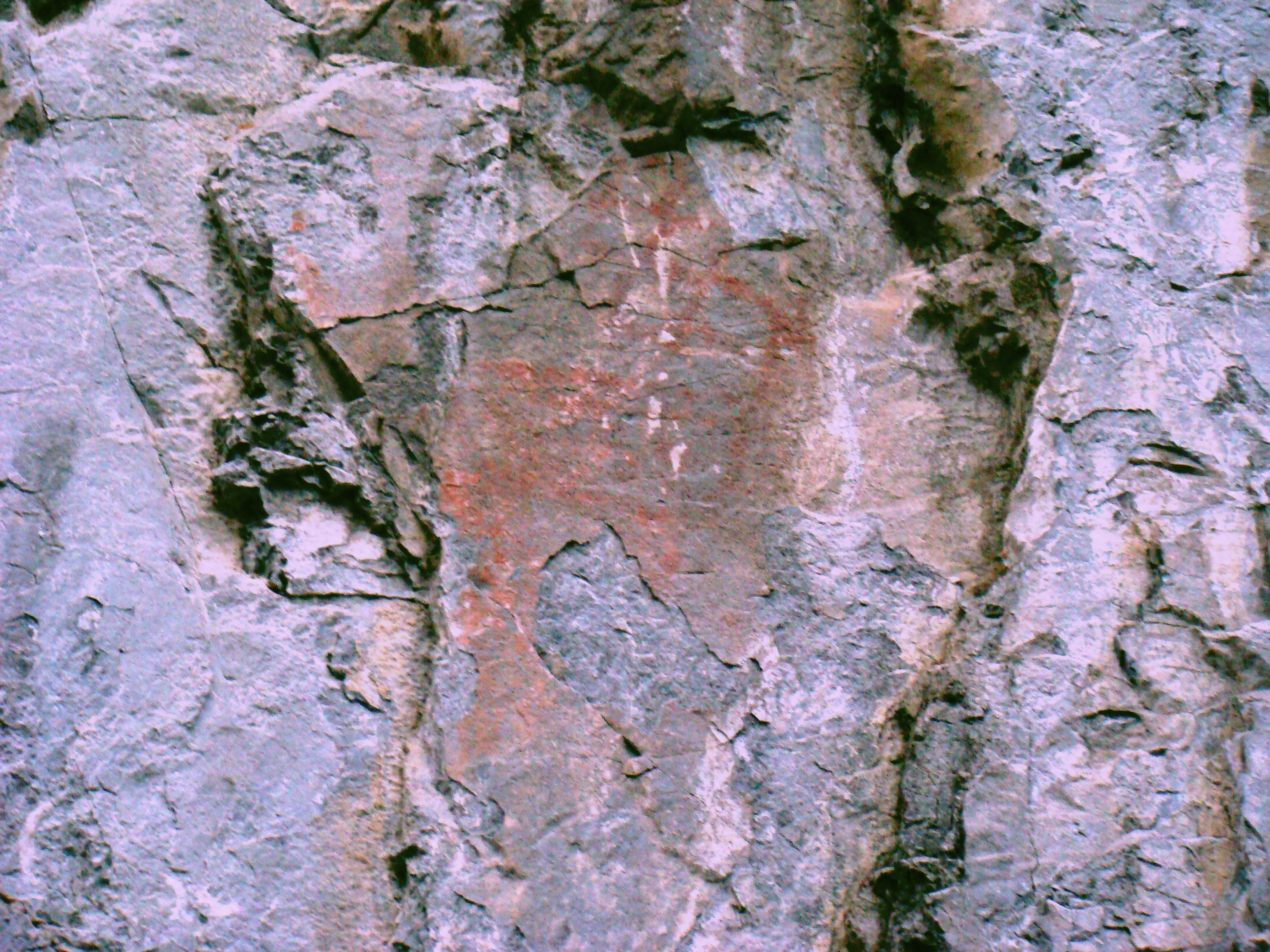
Изображение копытного и геометрический мотив в виде сетки. Коптелов камень. Река Нейва
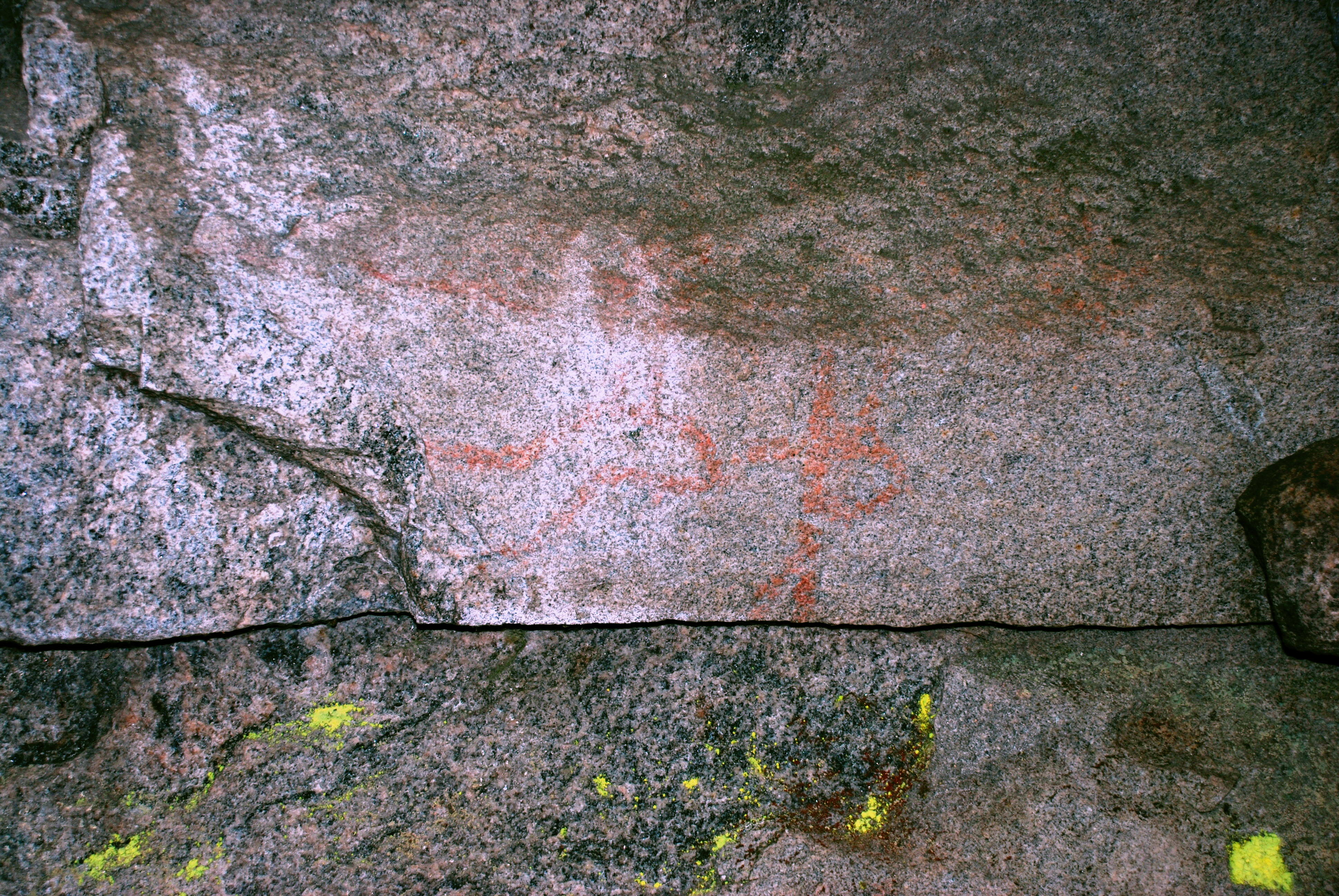
Изображения копытных. Шайтан Камень. Река Реж
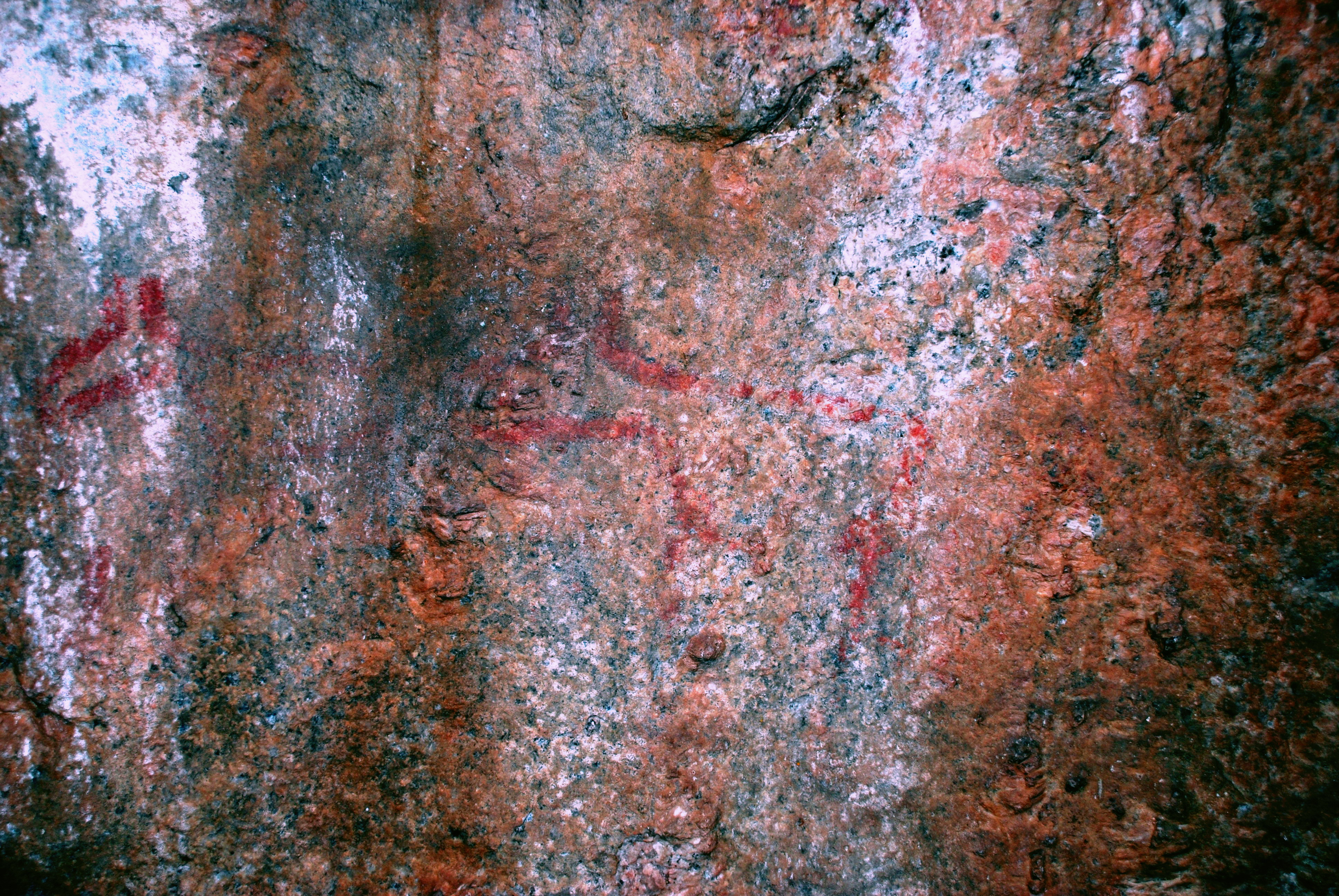
Изображения копытных. Шайтан Камень. Река Реж
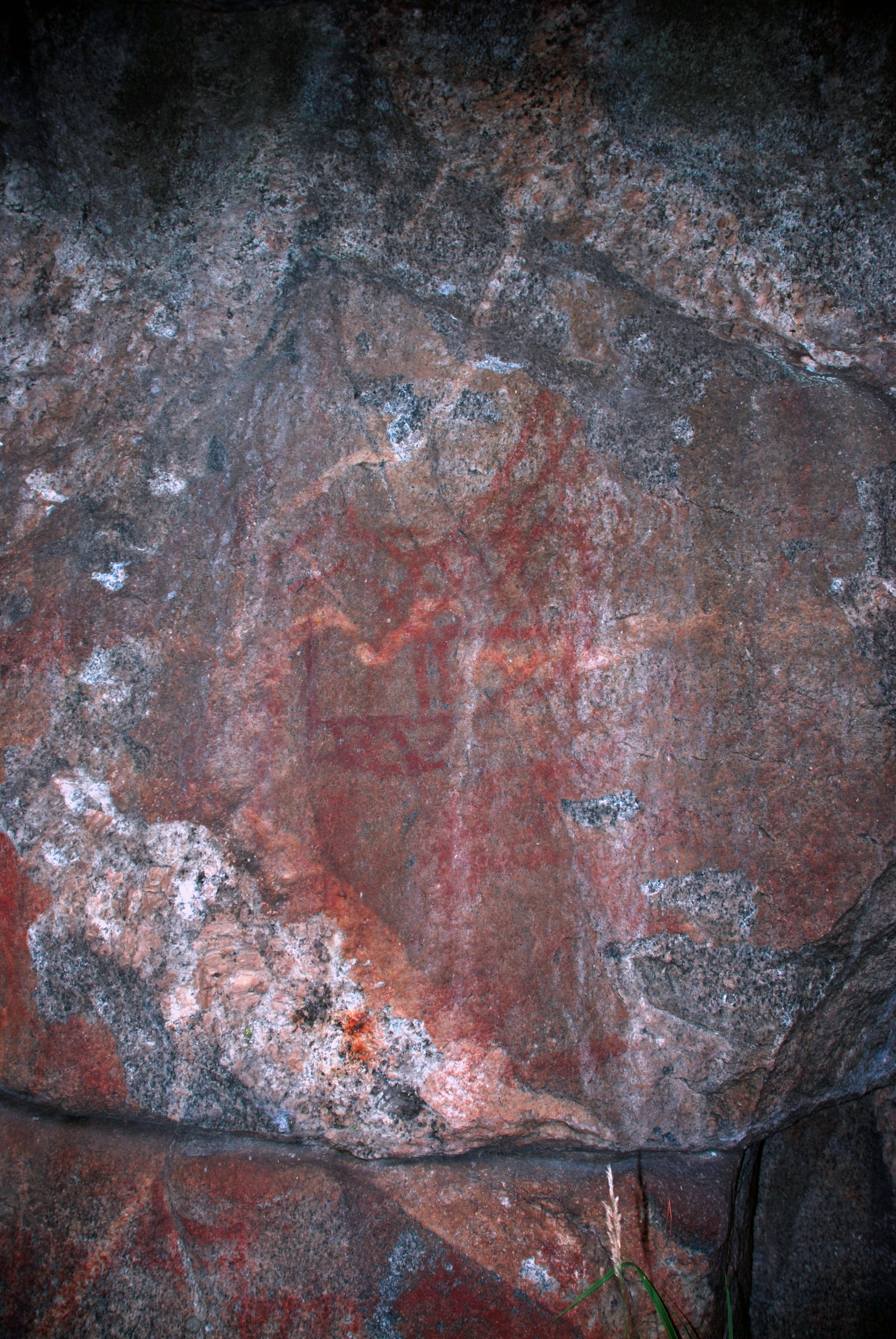
Изображение копытного в скелетном стиле, птицы, геометрический мотив. Шайтан Камень. Река Реж
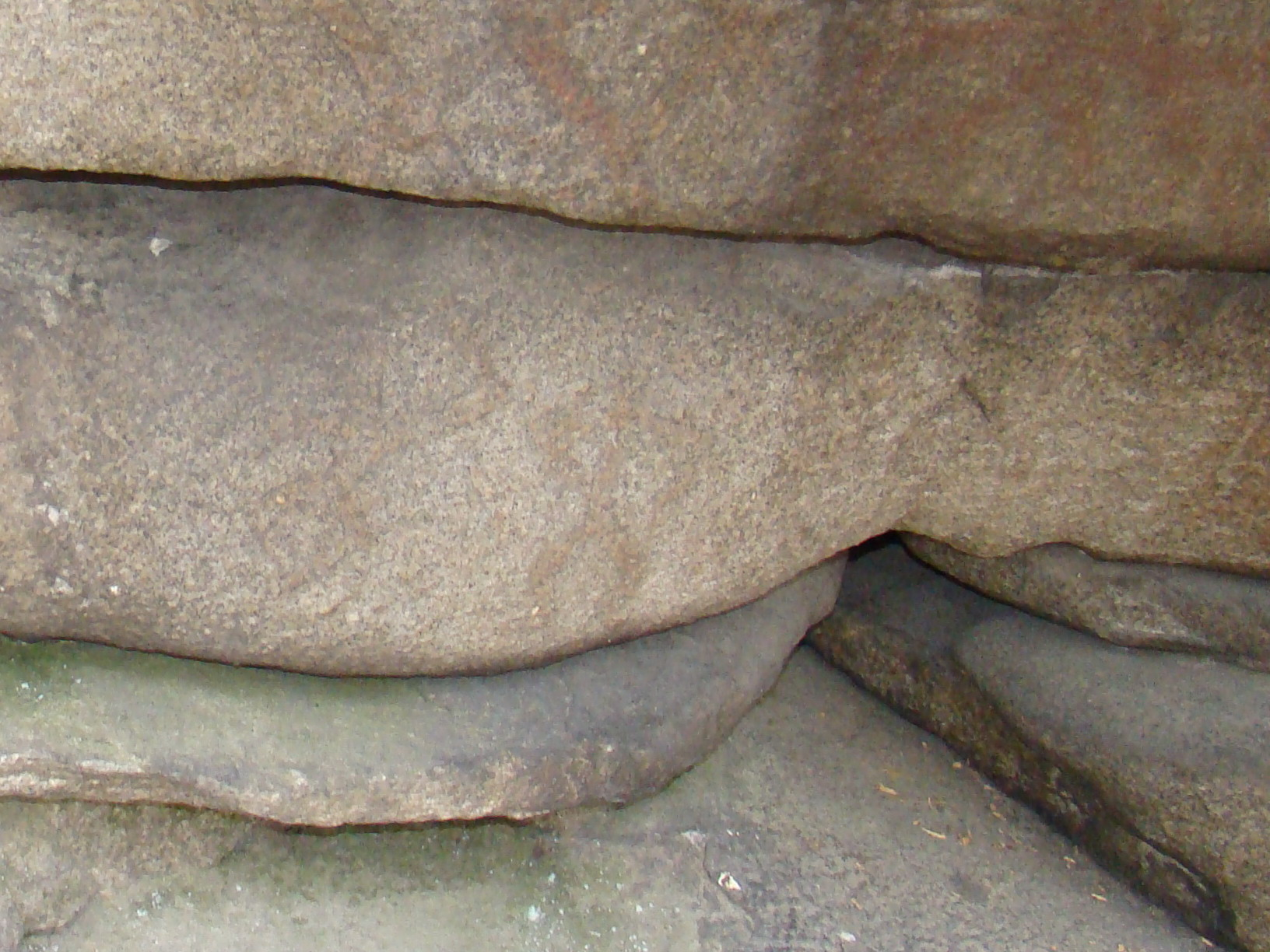
Изображение антропоморфного (человекоподобного) существа. Северская писаница
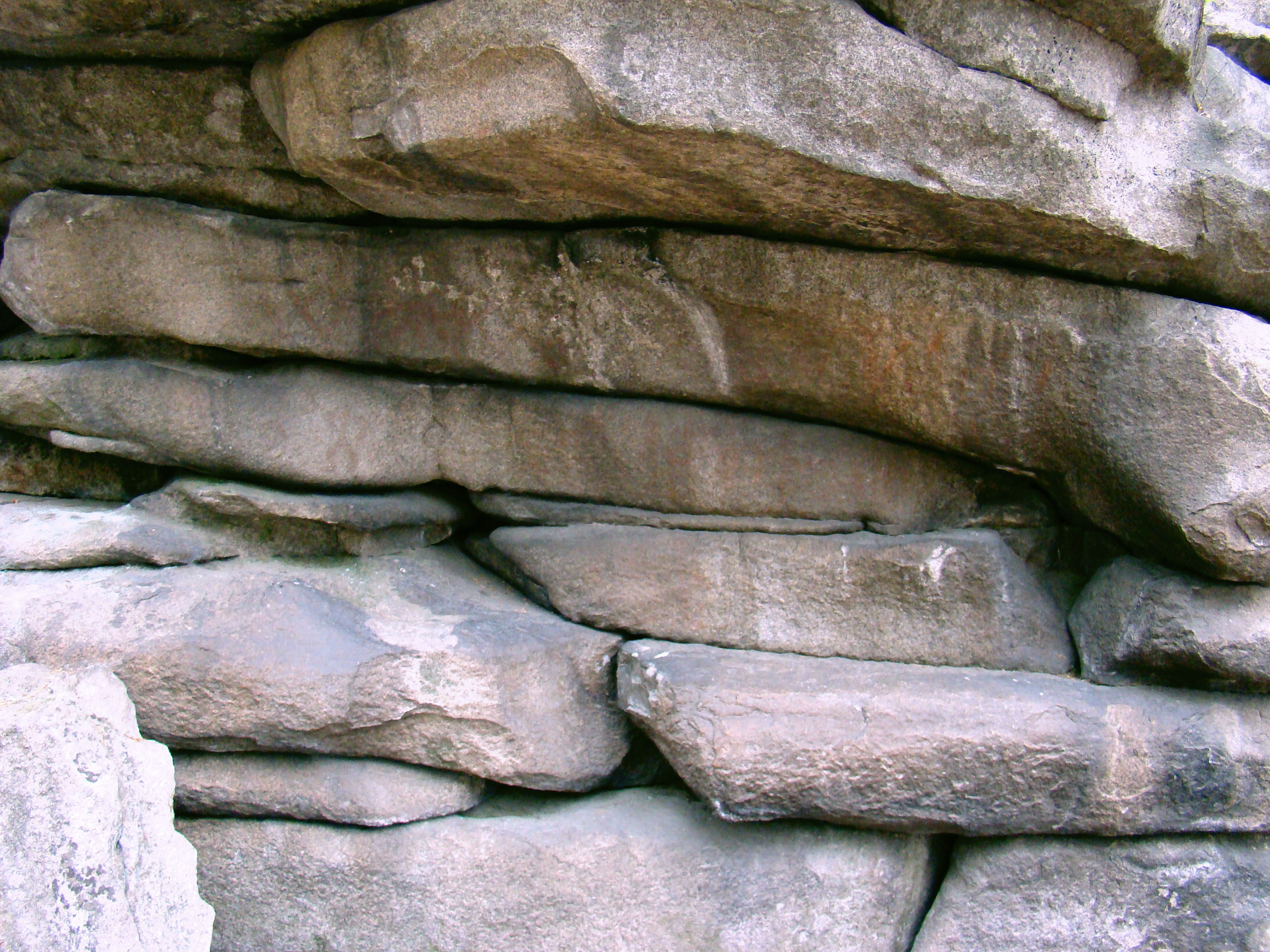
Северская писаница. Окрестности Екатеринбурга
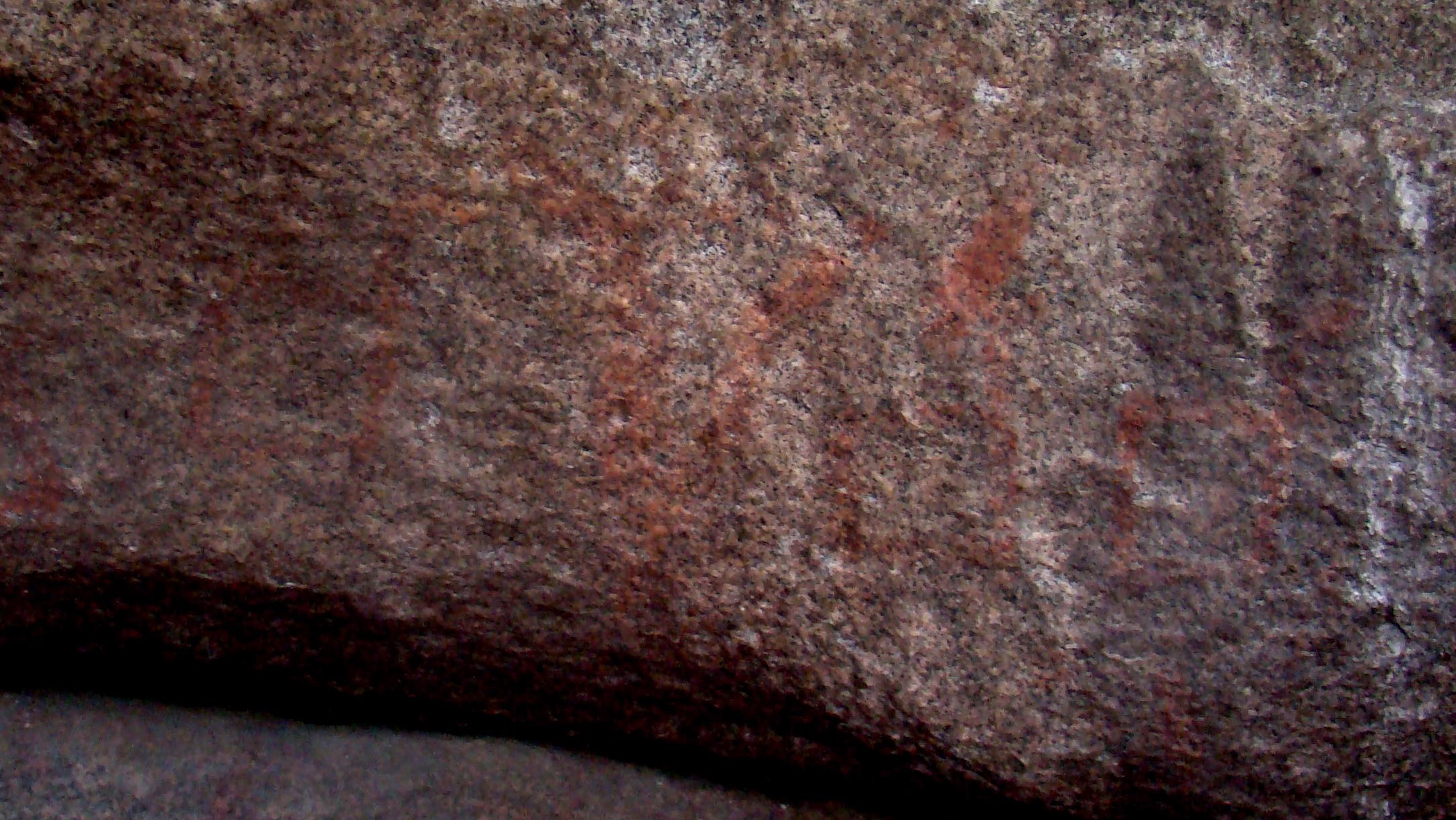
Изображения птиц (уток). Северская писаница. Окрестности Екатеринбурга
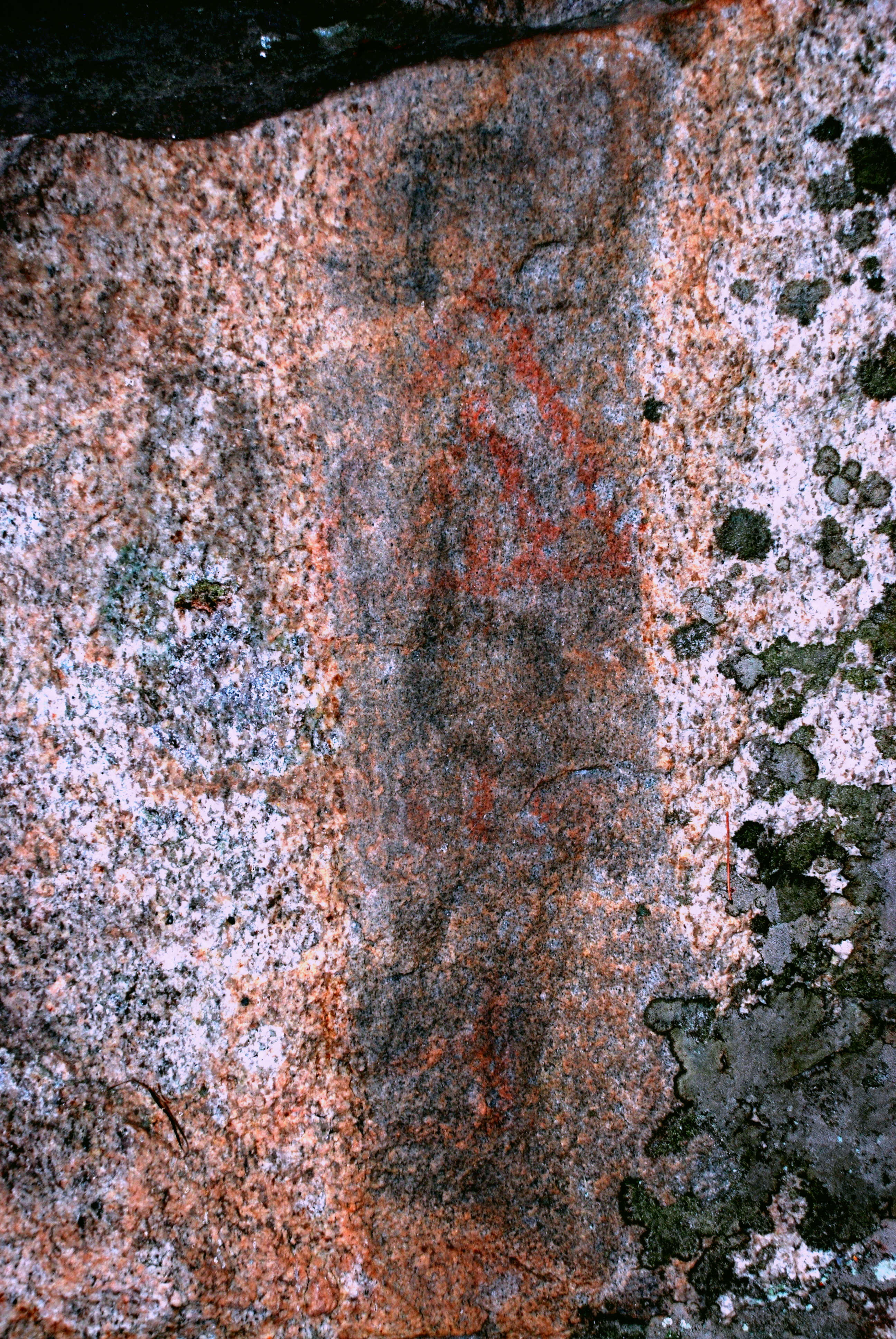
Геометрический мотив в виде треугольников. Шайтан камень. Река Реж

## История изучения
Первые упоминания о наскальных изображениях на Урале относятся к концу XVII века. В начале XVIII столетия подьячим Верхотурского приказа Яковом Лосевым, а через несколько лет Семёном Ремезовым были скопированы изображения с ирбитского Писаного Камня. Однако эти копии были сильно стилизованы, сделаны с нарушением масштаба, без должной ориентировки. В 1705 году о писаницах на «Сибирской Крестовой горе, иначе скала Писанец» упоминает Николаас Витсен в своём труде «Восточная и Северная Тартария». Писаницы относили к неизвестному роду письма или чудским клеймам. Более точные сведения о «Писаной скале» приводит историк XVIII столетия Герард Миллер.
В начале XIX века о наскальных изображениях упоминает Никита Попов, он пишет о «Писаном камне» на реке Вишере. «Писаный камень назван сим именем потому, что видны на нём красного цвета надписи или особливые фигуры… Вероятнее всего, что они суть тамгами вогульского или иного какого народа…» Он же сообщает о рисунках на реке Тагил.
В 1829 году тагильские писаницы осматривал А. Гумбольдт и отметил их сходство с американскими рисунками. Большой вклад в изучение уральских наскальных изображений в XIX веке внес главный кассир Нижнетагильского завода Дмитрий Петрович Шорин, он был большим любителем своего края и сделал первые археологические находки на территории Нижнетагильского округа. Он скопировал писаницы на р. Тагил на скалах Билабан, Соколий Камень, Караульный Камень, Змиев Камень и другие. На основе своих зарисовок он создал альбом, копии размещённые в котором отличались хорошей точностью.
Качественный прорыв в изучении уральских писаниц происходит с созданием Уральского Общества Любителей Естествознания. В конце XIX века была предпринята попытка создания свода зарисовок «чудского письма» с берегов Тагила, Нейвы, Камы, Вишеры, Исети, Туры и других рек. Однако итогом стало лишь перечисление отдельных писаниц в перечнях археологических памятников Пермской губернии.
В середине XX столетия были предприняты специальные экспедиции по изучению и копировке наскальных росписей. О. Н. Бадер и В. Ф. Генинг исследовали писаницы на берегах реки Вишеры, В. Н. Чернецов — на Среднем Урале.
Сейчас количество местонахождений с наскальным искусством более чем удвоилось — около 90. Большая роль в их открытии принадлежит археологам В. Т. Петрину, В. Н. Широкову, С. Е. Чаиркину, Ю. П. Чемякину, Н. А. Широковой и другим уральским специалистам. Кроме того, осмотр писаниц, опубликованных ранее, в некоторых случаях показал существенные неточности, допущенные при их копировании, а значит, и дешифровке.

## Вклад В. Н. Чернецова в изучение наскальных изображений на Урале
Территория распространения писаниц совпадает с проживавшими здесь до прихода русских манси. Об этом говорят как письменные источники, так и ономастические данные. В частности, в долинах рек с писаницами имеются топонимы и гидронимы «вогулка», а вогулами русские называли манси. Помимо этого Чернецов нашел множество совпадений между рисунками на скалах, с одной стороны, и различными изображениями в традиционном искусстве манси — в орнаментах на различных материалах, бытовых рисунках, татуировках, тамгах, изображениях на священных предметах, затесах и рисунках на деревьях, в том числе и на священных местах, — с другой. Это позволило Валерию Николаевичу высказать мнение, что традиция нанесения рисунков на скалы была связана «хотя бы на поздних этапах» с угорским населением и, конкретно, с предками манси.
Сопоставляя рисунки на скалах и традиционное искусство обских угров — хантов и манси, их обрядово-ритуальную практику, данные фольклора, Чернецов пришел к следующим выводам. Следы жертвоприношений на вершинах и возле скал с рисунками подсказали, что здесь проводились какие-то обряды. В целом они были, вероятно, схожи, так как почти все скалы с рисунками обращены к югу, много общего и в самих рисунках. Объяснить их содержание помогло изучение традиционного искусства хантов и манси, а также пережитков их древних обычаев и обрядов. В результате этих исследований В. Н. Чернецов смог высказать несколько основных идей. Согласно его представлениям, писаницы отражают «коллективность мероприятий в области быта, промысла и культа». Второй особенностью писаниц он считал календарность связанных с ними обрядов, на что указывают ориентировка скал с рисунками, наличие в композициях солярных и небесных символов и определённые параллели в сезонных обрядах обских угров.

## Сюжетная классификация наскальных изображений Урала по В. Н. Чернецову
Анализ уральских наскальных рисунков позволил В. Н. Чернецову выделить несколько сюжетных групп, или сюжетов с различными вариантами, отражавшими, по его мнению, в виде «графических формул», определённые темы в «комплексе некогда проводившихся обрядов и действий».
Всего было выделено три основных сюжета.
Сюжет первый. Главным изображением является зверь (лось, олень, косуля). Этот сюжет выделен в четырёх вариантах, отличающихся друг от друга в некоторых деталях.
Вариант 1. Изображение копытного в сочетании с солярным знаком и (или) изображением небосвода и часто присутствием ловчих орудих и приспособлений.
Этот вариант ярко представлен в композиции на Зенковской и Маскальской писаницах на р. Тагил.

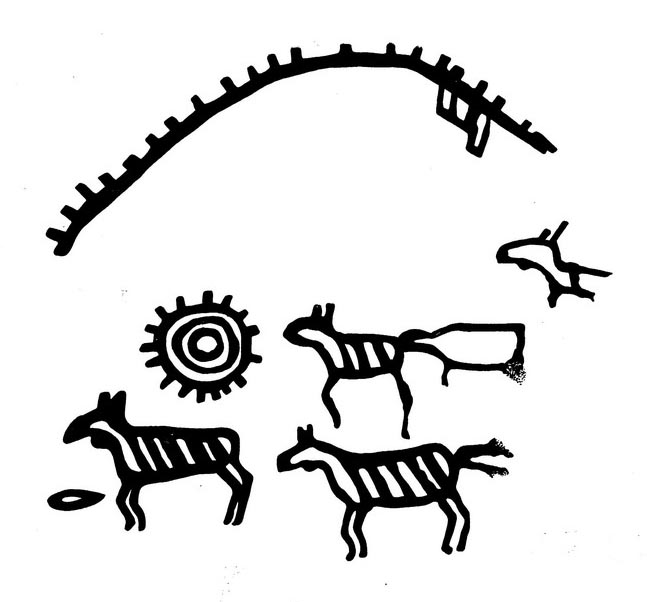
Зенковская скала, 1-я группа изображений (Чернецов. 1970. С. 61)
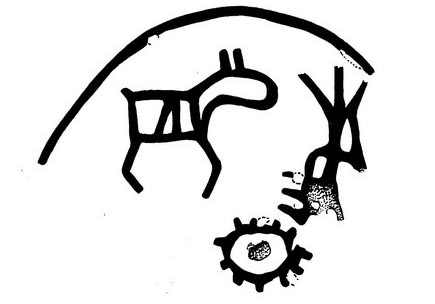
Маскальская I писаница, 2-я группа изображений (Широков. 2005. С. 42)

Вариант 2. Содержит фигуру копытного и солярный знак. Этот вариант представляет собой «упрощенный вариант» описываемого сюжета. Примером могут послужить рисунки на Исаковской скале р. Реж, Ирбитском Писаном Камне, Змиевом Камне на р. Тагил.
В отношении 1-й группы рисунков на Исаковской писанице можно с большой уверенностью говорить об отсутствии здесь других изображений, кроме солярного знака и фигуры зверя. В. Н. чернецов предполагал, что в этом случае можно говорить о неком вырождении сюжета, о замене реалистичной, полной картины, условным символом.

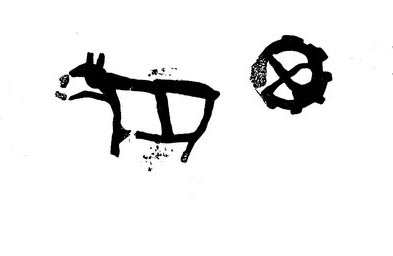
Фрагмент Исаковской писаницы (Чернецов. 1970. С. 62)
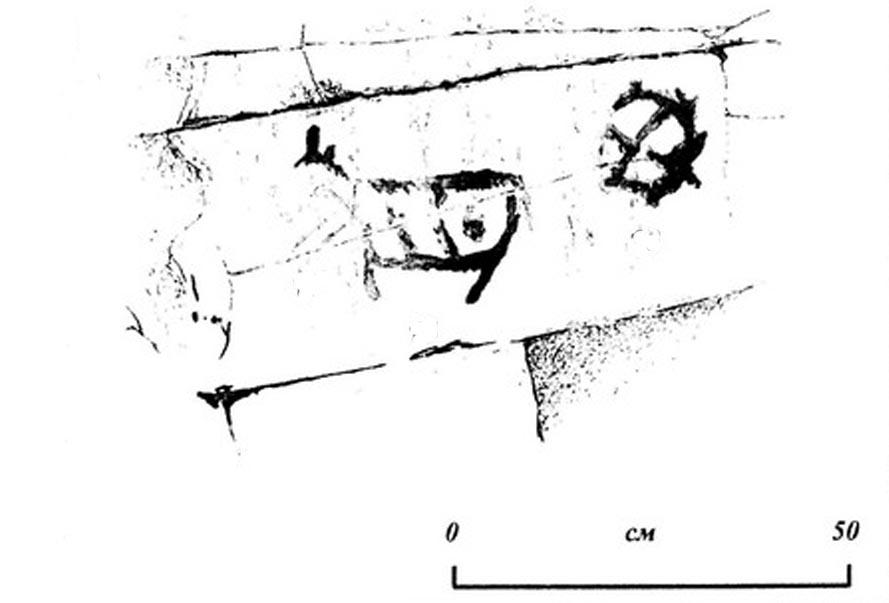
Исаковская писаница. 1-я группа рисунков (Широков. 2007. С. 43)

Вариант 3. Изображение зверя у загородки или в ловушке. Композиции этого типа отличают от первого варианта, с одной стороны отсутствие солярных знаков и изображений небосвода, с другой — более детально проработанными ловчими сооружениями. К этому варианту сюжета Чернецов относил, например, рисунки на Сокольих Утёсах, II-ой Бородинской скале, писанице на Двухглазом Камне.

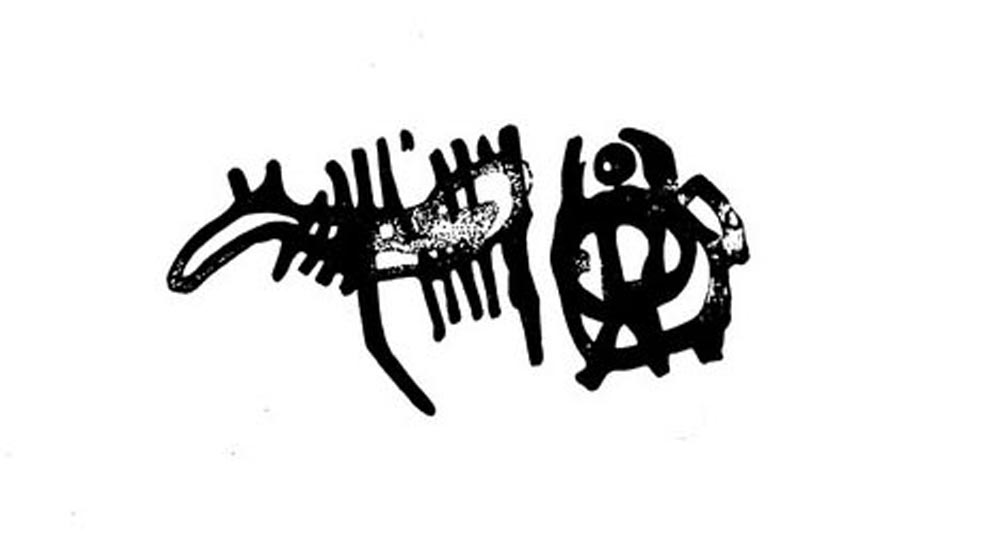
Фрагмент писаницы на Сокольих Утесах, р. Тагил (Чернецов. 1970. С.63)
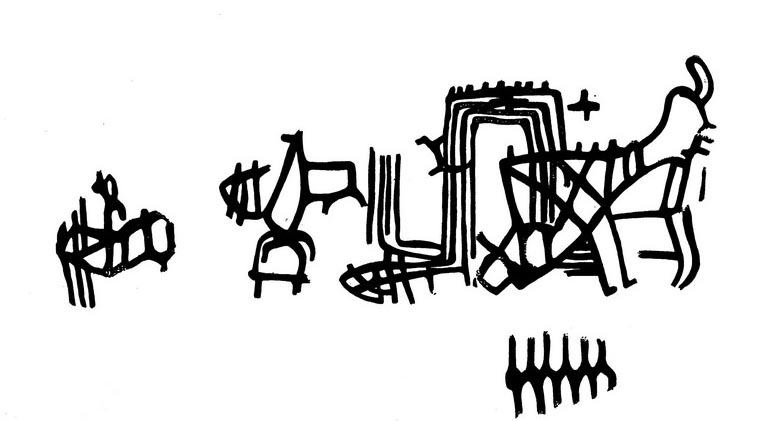
Фрагмент писаницы на II-ой Бородинской скале, р. Реж (Чернецов. 1970. С.63)

Вариант 4. Содержит антропоморфное изображение, фигуру животного и охотничьей изгороди. Композиции этой группы немногочисленны и не однотипны. Одной из наиболее выразительных композиций 4 варианта можно признать фрагмент пятой группы изображений Змиева Камня на р. Тагил.

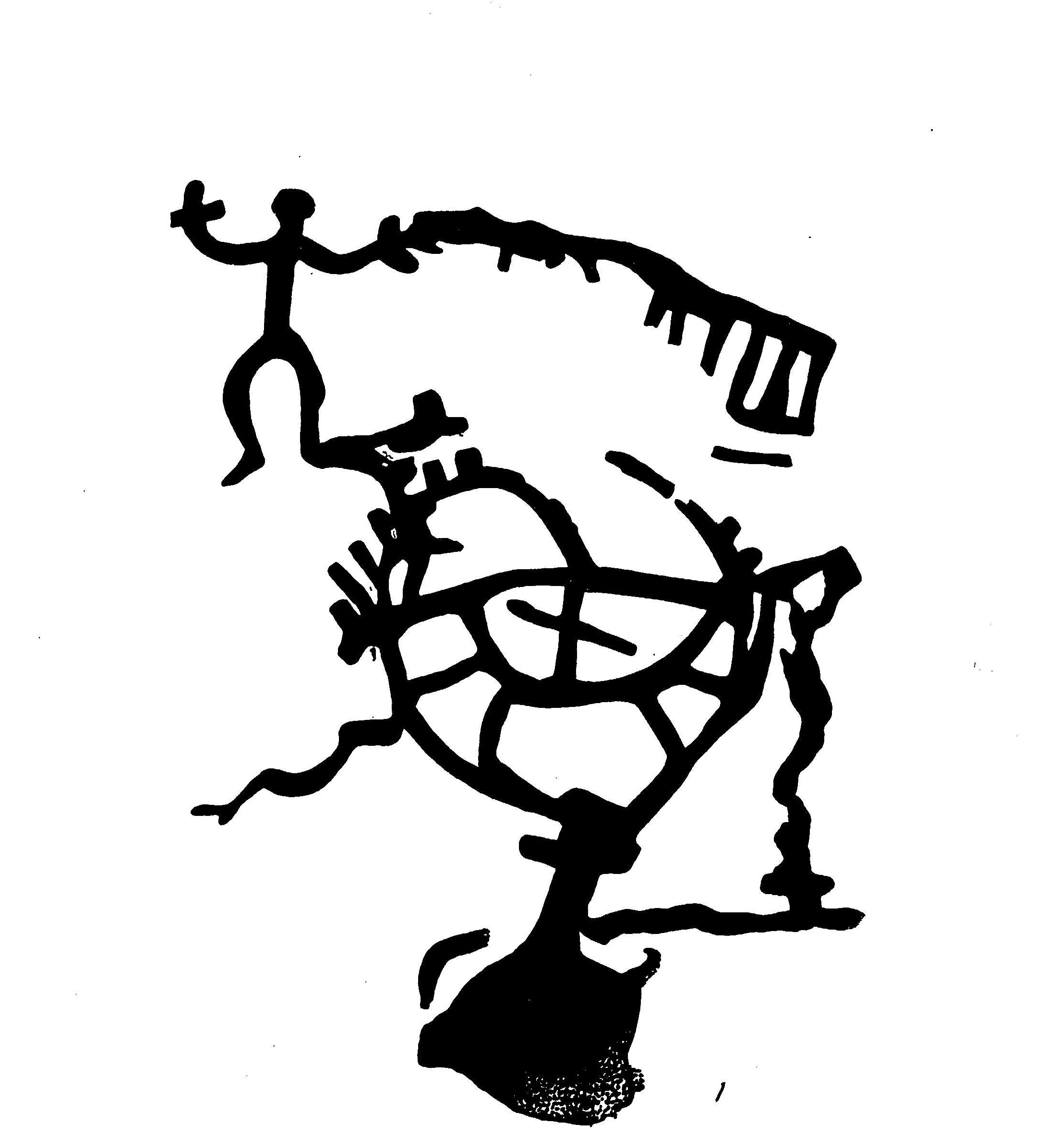
Фрагмент пятой группы изображений со Змиева Камня (Чернецов. 1970. С. 64)

Сюжет второй. Главным изображением является птица. Эта группа содержит изображения водоплавающих птиц в сочетании с загородками, ловушками и иногда небесными и солярными знаками. Птица благодаря своей массовости имела большое значение в хозяйственной деятельности древнего населения Урала. Этот сюжет является аналогом первого, только ориентирован не на копытных животных.

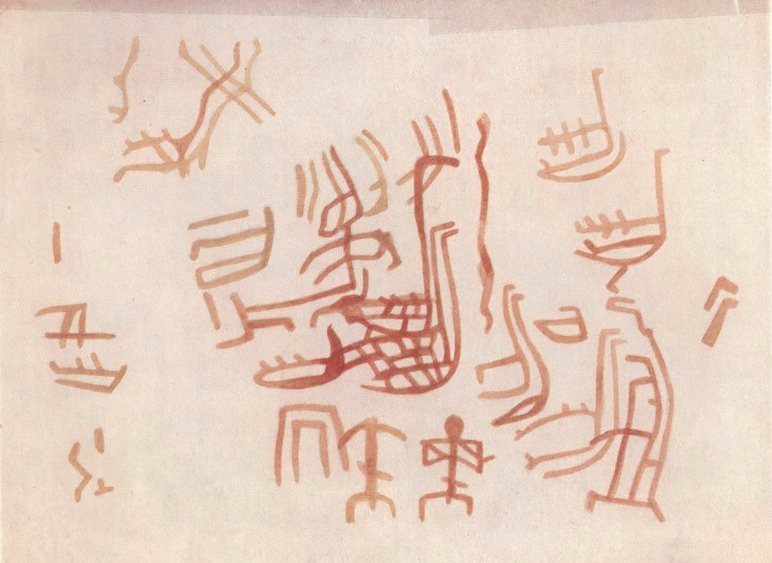
Охота на дикую птицу. Фрагмент со Змиева Камня (Чернецов. 1970)

Сюжет третий. Главным изображением являются «условно-антропоморфные и антропозооморфные фигуры». Реалистичные изображения, характерные для первых двух сюжетов, здесь практически отсутствуют. По своему содержанию Чернецов В. Н. делит эту группу на 2 варианта композиций.
Вариант 1. Содержит «переходные» от первого и второго сюжетов к третьему, здесь выделяется изображения охотничьих сооружений, около которых находятся какие-то стилизованные фигуры.

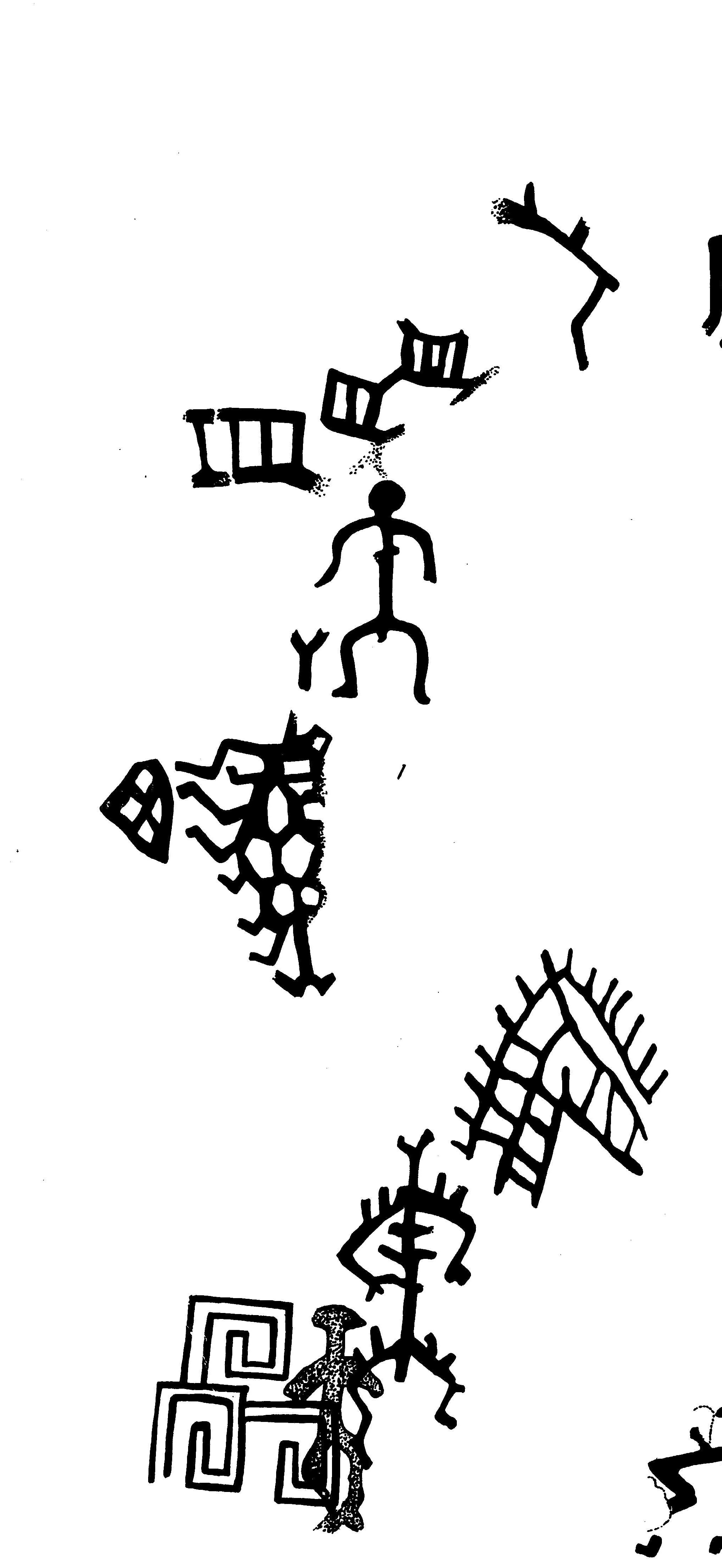
Пример 1-го варианта композиций, третьего сюжета.

Вариант 2. В основном представлен изображениями массовых групп условно антропоморфных, прицеобразных, и человеческих фигур.

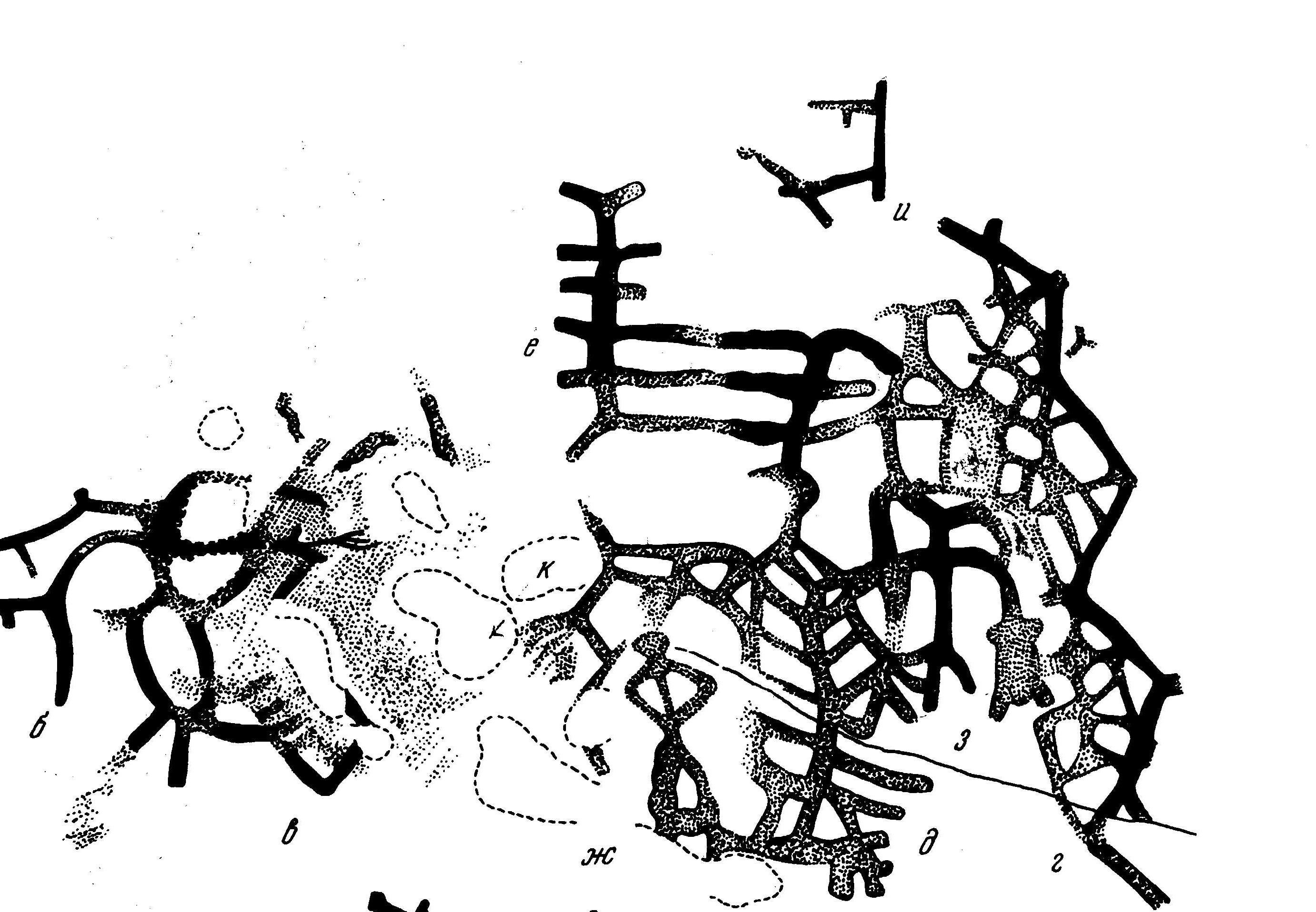
Пример 2-го варианта композиций, третьего сюжета.

## Датировка наскальных изображений
Определить время создания наскальных изображений очень сложно. При определении возраста уральских писаниц необходимо принимать во внимание многие факторы: стилистические особенности и технику нанесения рисунков, состояние поверхности камня, высотное расположение, топографию местности.
Но, все же, основным методом выявления примерных датировок является метод аналогий — определение сходства рисунков на скалах другими предметами: орнаментами на керамике, гравировками на кости, орудиях и оружии, проведении археологических раскопок вблизи писаниц, а также сравнение с аналогичными памятниками других территорий. На сегодняшний день нижнюю границу традиции нанесения наскальных изображений на Урале специалисты определяют неолитом, а возможно и поздним мезолитом.

## Наскальные изображения на Урале
| №  | Название                                     | Изображение | Место                                                         | Примечание |
| -- | -------------------------------------------- | ----------- | ------------------------------------------------------------- | ---------- |
| 1  | Аллаелгинская писаница                       |             | Бердяуш, Асылгужино, Ай (река)                                |            |
| 2  | Аллакская писаница                           |             | Касли, Красный Партизан (Челябинская область), Большие Аллаки |            |
| 3  | Аракульская писаница                         |             | Кыштым, Татыш (посёлок), Аракуль (озеро)                      |            |
| 4  | Аргазинская писаница                         |             | Карабаш, Халитова (деревня), Аргазинское водохранилище        |            |
| 5  | Араслановская писаница                       |             | Нязепетровский район, Арасланово, Уфа (река)                  |            |
| 6  | Бакеевская писаница                          |             | Красноусольский, Бакеево, Зилим                               |            |
| 7  | Балакинская писаница                         |             | Верхняя Салда, Балакино, Тагил (река)                         |            |
| 8  | Бородинская писаница                         |             | Реж, Октябрьское, Реж (река)                                  |            |
| 9  | Боярин Камень                                |             | Новоуткинск, Трека, Чусовая                                   |            |
| 10 | Бурановские писаницы                         |             | Усть-Катав, Минка, Юрюзань                                    |            |
| 11 | Ваняшкинская писаница                        |             | Сатка, Ваняшкино, Ай (река)                                   |            |
| 12 | Верхне-Лопасская писаница                    |             | Бердяуш, Верхний Лопас, Ай (река)                             |            |
| 13 | Верхнелукская писаница                       |             | Усть-Катав, Верхняя Лука, Юрюзань (река)                      |            |
| 14 | Верхний Балабановский утес                   |             | Нижняя Салда, Кваршино, Тагил (река)                          |            |
| 15 | Вишерский писаный камень                     |             | Красновишерск, Акчим, Вишера (приток Камы)                    |            |
| 16 | Гостьковская писаница                        |             | Реж, Гостьково, Реж (река)                                    |            |
| 17 | Двуглазый Камень                             |             | Алапаевск, Зыряновский, Нейва                                 |            |
| 18 | Девий камень                                 |             | Чердынь, Ныроб, Вишера (приток Камы)                          |            |
| 19 | Зенковская писаница                          |             | Нижняя Салда, Кваршино, Тагил (река)                          |            |
| 20 | Змиев камень                                 |             | Нижняя Салда, Гаева, Тагил (река)                             |            |
| 21 | Идрисовская писаница                         |             | Усть-Катав, Верхняя Лука, Юрюзань (река)                      |            |
| 22 | Ирбитский писаный камень                     |             | Артемовский, Писанец, Ирбит (река)                            |            |
| 23 | Исаковская писаница                          |             | Реж, Исаково, Реж (река)                                      |            |
| 24 | Кагармановская писаница                      |             | Белорецк, Кагарманово, Белая (река)                           |            |
| 25 | Каменноостровская писаница                   |             | Екатеринбург, Коптяки, Исеть                                  |            |
| 26 | Камень Балабан                               |             | Нижняя Салда, Тагил (река)                                    |            |
| 27 | Капова пещера                                |             | Бурзянский район Башкортостана, река Белая.                   |            |
| 28 | Караульный камень                            |             | Нижняя Салда, Новожилово, Тагил (река)                        |            |
| 29 | Карелинская писаница                         |             | Верхотурье, Карелино, Вишера (приток Камы)                    |            |
| 30 | Кваршинская писаница                         |             | Алапаевск, Медведово, Тагил (река)                            |            |
| 31 | Кирьяшевская писаница                        |             | Нижняя Салда, Гаева, Тагил (река)                             |            |
| 32 | Кислый камень                                |             | Алапаевск, Кваршино, Тагил (река)                             |            |
| 33 | Коптелов Камень                              |             | Алапаевск, Зыряновский, Нейва (река)                          |            |
| 34 | Косой Камень                                 |             | Алапаевск, Зыряновский, Нейва (река)                          |            |
| 35 | Коуровская писаница                          |             | Новоуткинск, Коуровка, Чусовая                                |            |
| 36 | Кулбаковская писаница                        |             | Бердяуш, Кулбаково, Ай (река)                                 |            |
| 37 | Макушинская писаница                         |             | Екатеринбург, Гать, Исеть                                     |            |
| 38 | Малоязская писаница                          |             | Усть-Катав, Малояз, Юрюзань (река)                            |            |
| 39 | Маскальская писаница                         |             | Нижняя Салда, Гаева, Тагил (река)                             |            |
| 40 | Моховом камень                               |             | Красновишерск, Акчим, Вишера (приток Камы)                    |            |
| 41 | Нижний Балабановский утес                    |             | Нижняя Салда, Кваршино, Тагил (река)                          |            |
| 42 | Новожиловская писаница                       |             | Нижняя Салда, Новожилово, Тагил (река)                        |            |
| 43 | Палкинская писаница                          |             | Екатеринбург, Палкино, Исеть                                  |            |
| 44 | Першинская писаница                          |             | Реж, Першино, Реж (река)                                      |            |
| 45 | Писаница Айская группа                       |             | Сатка, Айская группа, Ай (река)                               |            |
| 46 | Писаница Ваняшкинская                        |             | Сатка, Ваняшкино, Ай (река)                                   |            |
| 47 | Писаница Гамаюнская                          |             | Екатеринбург, Исеть                                           |            |
| 48 | Писаница Кульметовская                       |             | Сатка, Кульметово, Ай (река)                                  |            |
| 49 | Писаница Метелкинская                        |             | Красноуфимск, Метели, Ай (река)                               |            |
| 50 | Писаница на восточном берегу Исетского озера |             | Екатеринбург, Мурзинка, Исеть                                 |            |
| 51 | Писаница на навесном (Старичном) гребне      |             | Усть-Катав, Минка, Юрюзань (река)                             |            |
| 52 | Писаница Раскатихинская                      |             | Реж, Раскатиха, Реж (река)                                    |            |
| 53 | Писаница у озера Мелкого                     |             | Екатеринбург, Северка, Исеть                                  |            |
| 54 | Сабакайская писаница                         |             | Сосновый бор, Урмантау, Юрюзань (река)                        |            |
| 55 | Салдинская писаница                          |             | Верхотурье, Верхняя Постниково, Тура                          |            |
| 56 | Северская писаница                           |             | Екатеринбург, Северка, Исеть                                  |            |
| 57 | Сергинский писаный камень                    |             | Михайловск, Бажуково, Серга                                   |            |
| 58 | Соколий камень                               |             | Верхняя Салда, Басьяновский, Тагил (река)                     |            |
| 59 | Соколинские утесы                            |             | Нижняя Салда, Комельская, Тагил (река)                        |            |
| 60 | Сохаревская писаница                         |             | Реж, Сохарево, Реж (река)                                     |            |
| 61 | Старичная писаница                           |             | Алапаевск, Нейва (река)                                       |            |
| 62 | Старобухунгуловская писаница                 |             | Ишимбай, Старосубхунгулово, Белая (река)                      |            |
| 63 | Тагильский писаный камень                    |             | Нижняя Салда, Гаева, Тагил (река)                             |            |
| 64 | Толпаровская писаница                        |             | Красноусольский, Толпарово, Зилим                             |            |
| 65 | Усть-Катавская писаница                      |             | Усть-Катав, Юрюзань (река)                                    |            |
| 66 | Устьянчики                                   |             | Алапаевск, Устьянчики, Нейва (река)                           |            |
| 67 | Шайтанская писаница                          |             | Реж, Октябрьское, Реж (река)                                  |            |
| 68 | Шитковская писаница                          |             | Среднеуральск, Кедровое, Исеть                                |            |
| 69 | Писаница на Еловом мысе                      |             |                                                               |            |
| 70 | Еловый мыс                                   |             |                                                               |            |